# Cheddar
A cheddar Anglia egyik legkedveltebb sajtja.  Tehéntejből készült kemény sajt, színe szalmasárga, illetve színezve narancsvörös. Állaga enyhén törékeny. Íze erőteljesen aromás, kissé fanyar, a dióra emlékeztet. Zsírtartalma legalább 48% a szárazanyag arányában. Anglián kívül az angol nyelvterület több országban is készítenek, többek között az USA-ban, Ausztráliában, a Dél-afrikai Köztársaságban, Kanadában. Emiatt az íze és minősége elég változatos.

## Nevének eredete
Nevét az angliai Cheddar (é. sz. 51° 16′ 43″, ny. h. 2° 46′ 40″51.278500°N 2.777700°W) településről kapta.

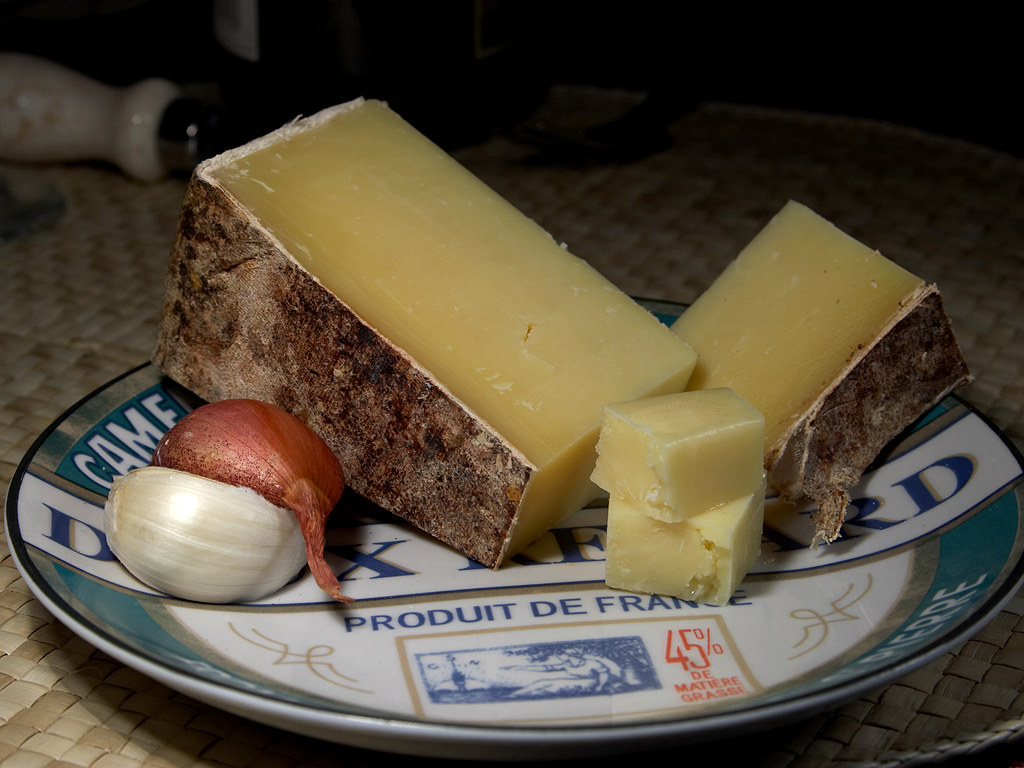
Cheddar sajt